# Lays Freitas
Lays Fernanda Oliveira de Freitas (Novo Horizonte,  13 de janeiro de 1995) é uma voleibolista indoor brasileira, atuante na posição Central, com marca de alcance de 292 cm no ataque e 281 cm no bloqueio, servindo a seleção brasileira foi medalhista de ouro no Campeonato Sul-Americano Sub-23 de 2016 no Peru.

## Carreira
O início deu-se no projeto em Ibirapuera e na temporada de 2014-15 teve passagem pelo ACEUL Paulínia e disputou a Superliga B de 2015, tinha vínculo de 2014 a 2016 com o Taubaté Country Club.
Em 2015 foi contratada pelo EC Pinheiros e representando este clube na categoria de base conquistou o título também de forma invicta do Campeonato Paulista Juvenil de 2015, permaneceu no time para as competições de 2016-17 conquistando o vice-campeonato no Campeonato Paulista de 2016, finalizando na oitava posição na Superliga Brasileira A 2016-17.
Em 2016, recebeu convocação para representar a seleção brasileira na edição do Campeonato Sul-Americano Sub-23 realizado em Lima e sagrou-e campeã e foi eleita a melhor central da competição e disputou o Montreux Volley Masters de 2016.
Novamente serviu a seleção brasileira e desta vez disputou a edição do Campeonato Mundial Sub-23 de 2017 em Liubliana e terminou na quinta colocação.Renovou com o Pinheiros/Klar para a jornada esportiva  de 2017-18 conquistou o título da Copa São Paulo de 2017 e disputou a Superliga Brasileira A 2017-18.
Na temporada 2018-19, se transferiu para o Hinodê/Barueri, equipe do técnico da seleção brasileira José Roberto Guimarães e com alcunha São Paulo/Barueri sagrou-se campeã do Campeonato Paulista de 2019.Já na jornada 2020-21 foi atleta do Curitiba Vôlei.
Nos jornadas esportivas de 2021-22, 2022-23, foi contratada pelo Fluminense sendo vice-campeã carioca nos anos de 2021 e 2022. Retornou ao EC Pinheiros no período de 2023-24.Novamente acertou com o Fluminense para a temporada de 2024-25.

## Títulos e resultados
- Supercopa Brasileira de 2015
- Campeonato Carioca: 2024
- Campeonato Carioca: 2021, 2022
- Campeonato Paulista:2019
- Campeonato Paulista: 2016, 2023
- Campeonato Paulista: 2017, 2018
- Campeonato Paulista Sub-21:2015

## Premiações individuais
- Melhor Central do Campeonato Sul-Americano Sub-23 de 2016